# ترینیداد (تگزاس)
ترینیداد، تگزاس(به انگلیسی: Trinidad, Texas) شهری در ایالت تگزاس از ایالات جنوبی ایالات متحده آمریکا است. در سرشماری سال ۲۰۰۰، جمعیت این شهر ۱۰۹۱ نفر اعلام شد.